# Новый Выселок (Гадячский район)
Новый Выселок (укр. Новий Виселок) — село,
Рашевский сельский совет,
Гадячский район,
Полтавская область,
Украина.
Код КОАТУУ — 5320485502. Население по переписи 2001 года составляло 17 человек.

## Географическое положение
Село Новый Выселок находится в 2-х км от села Солдатово.
По селу протекает пересыхающий ручей с запрудой.

## Происхождение названия
На территории Украины 2 населённых пункта с названием Новый Выселок.

## История
- 1523 — дата основания.